# Отенай (Ескельдинский район)
Отенай (каз. Өтенай) — село в Ескельдинском районе Жетысуской области Казахстана. Входит в состав сельского округа имени Бактыбая Жолбарысулы. Код КАТО — 196435200.

## История
В 1991 г. в целях увековечения памяти казахского народного акына-импровизатора Бактыбая Жолбарысулы, постановлением Президиума Верховного Совета КазССР переименовано в Бактыбай.

## Население
В 1999 году население села составляло 357 человек (203 мужчины и 154 женщины). По данным переписи 2009 года, в селе проживало 539 человек (275 мужчин и 264 женщины).